# Interpłciowość

Flaga dumy osób interseksualnych. Fioletowy pierścień kołowy symbolizuje pełnię i kompletność.

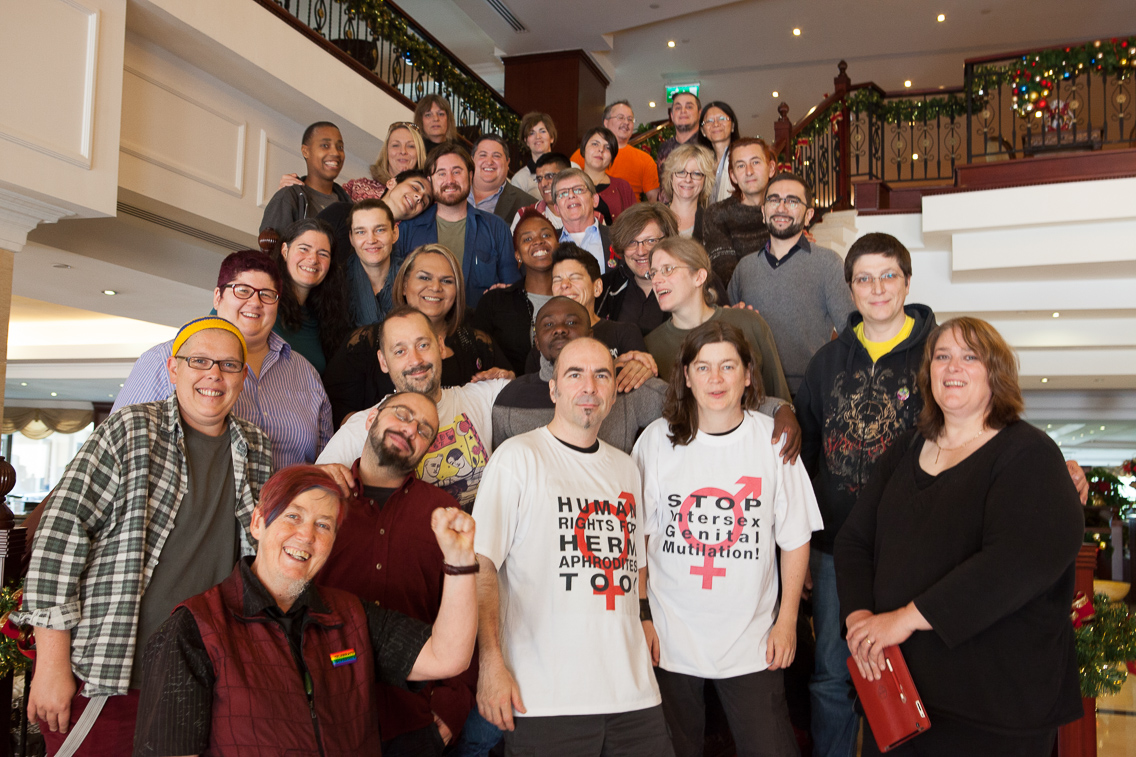
Uczestnicy trzeciego Międzynarodowego Forum Osób Interpłciowych na Malcie w grudniu 2013 r.

Osoby interpłciowe (łac. inter „między”, sexualis „płciowy”) – osoby urodzone z dowolną liczbą różnic w zakresie cech dotyczących płci, w skład których wchodzą chromosomy, gonady, hormony płciowe lub narządy rozrodcze, które według wysokiego komisarza Narodów Zjednoczonych do spraw praw człowieka „nie odpowiadają typowym definicjom ciał męskich i żeńskich”. Takie zróżnicowanie może obejmować niejednoznaczność narządów płciowych oraz kombinacje genotypu i fenotypu płciowego innego niż mężczyzna XY i kobieta XX.
Osoby interpłciowe określano dawniej terminami „hermafrodyci” lub „wrodzeni eunuchowie”. W literaturze medycznej z XIX i XX wieku interpłciowość nazywano obojnactwem prawdziwym, obojnactwem rzekomym żeńskim i obojnactwem rzekomym męskim, co odzwierciedla pierwsze próby sklasyfikowania cech interpłciowych. Pojęcia te przestały być powszechnie używane; terminy takie jak „hermafrodyta” uważane są za mylące, stygmatyzujące oraz naukowo przestarzałe. Hermafrodyta jest obecnie definiowany jako „zwierzę lub roślina posiadające męskie i żeńskie organy rozrodcze”. W 1917 r. Richard Goldschmidt stworzył termin „interpłciowość”, aby opisać rozmaitość wieloznaczności płci biologicznej. W środowisku klinicznym termin „zaburzenia rozwoju płci” (DSD) jest stosowany od 2006 r. Zmiana ta budziła kontrowersje już od czasu wprowadzenia tej etykiety.
Osoby interpłciowe narażone są na stygmatyzację i dyskryminację od urodzenia lub odkrycia zróżnicowanych cech płciowych lub cech interpłciowych, np. w okresie dojrzewania. Może ona obejmować dzieciobójstwo, porzucenie oraz napiętnowanie bliskich. Na całym świecie wiele niemowląt i dzieci interpłciowych, jak np. te z nieodpowiadającymi żadnej płci narządami rozrodczymi, jest poddawanych operacjom chirurgicznym bądź terapii hormonalnej w celu nadania im bardziej akceptowalnych społecznie cech płciowych. Jest to uważane za kontrowersyjne, ponieważ nie ma mocnych dowodów potwierdzających korzystne dla nich rezultaty. Takie leczenie może obejmować sterylizację. Dorośli, włączając w to elitarne sportsmenki, również byli poddawani takiemu leczeniu. Coraz częściej zagadnienia te są uważane za łamanie praw człowieka, co potwierdzają oświadczenia instytucji międzynarodowych i krajowych, zajmujących się prawami człowieka i etyką. Organizacje osób interpłciowych wydały również oświadczenia dotyczące łamania praw człowieka, w tym deklarację Malty, wydaną przez trzecie Międzynarodowe Forum Osób Interpłciowych. 
Pierwsza znana sprawa sądowa, w której osoba interpłciowa pozwała o odszkodowanie za interwencję chirurgiczną bez zgody pacjenta, odbyła się w 2011 r. i dotyczyła Christiane Völling. W kwietniu 2015 r. Malta jako pierwsza zdelegalizowała działania medyczne podejmowane bez zgody pacjenta i służące modyfikacji anatomii płci, w tym anatomii osób interpłciowych.
Część osób interpłciowych może być przypisana i wychowana jako dziewczyna lub chłopiec, ale następnie identyfikować się z inną płcią w późniejszym okresie życia, podczas gdy większość nadal identyfikuje się z przypisaną im płcią. Jednak osoby o kariotypie 46, XY z przypuszczalnie typowo męskim środowiskiem prenatalnym i ciężkimi nieprawidłościami w obrębie narządów płciowych, znacznie częściej decydują się na korektę płci w przypadku przypisania im płci żeńskiej przy narodzeniu.

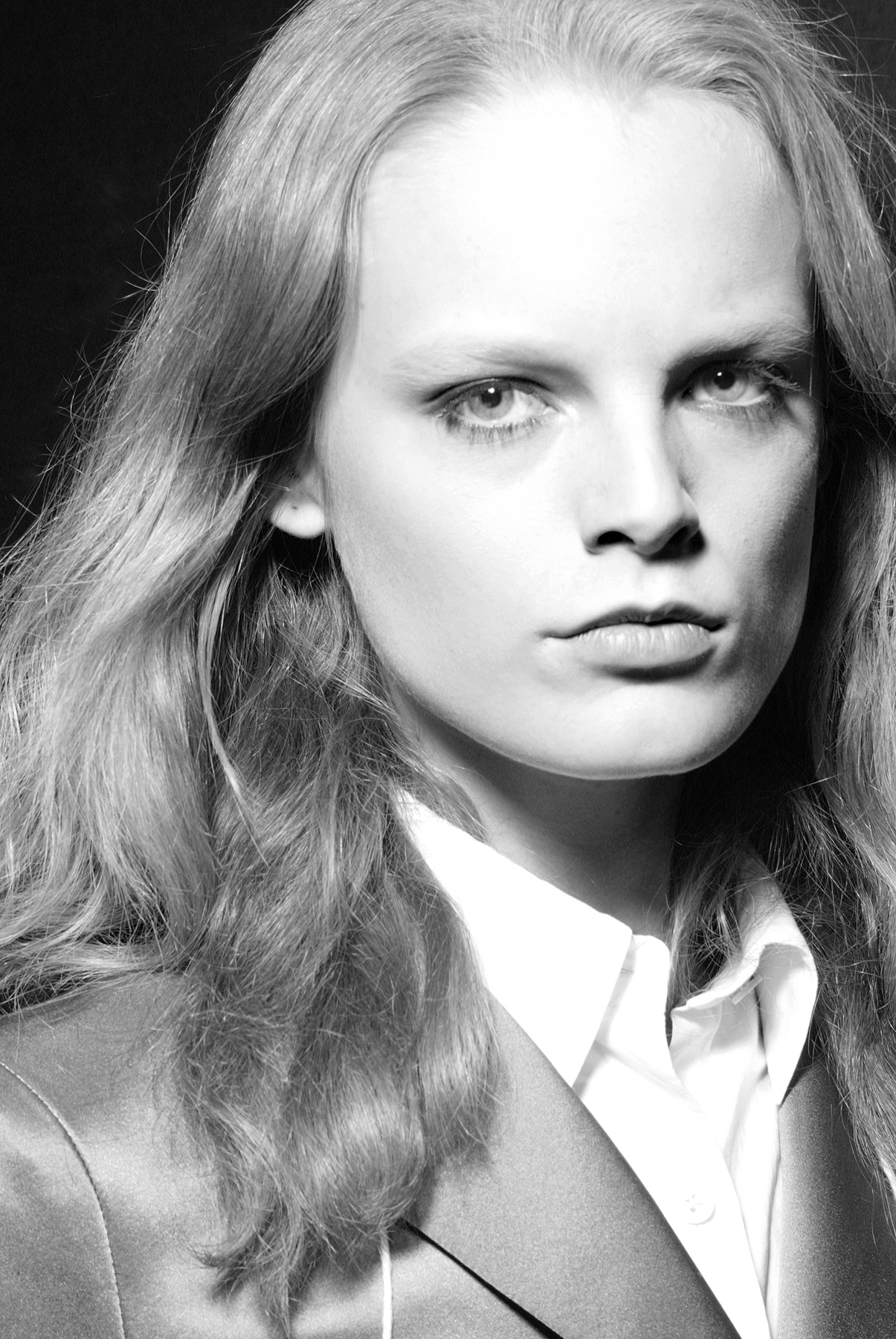
Modelka Hanne Gaby Odiele sfotografowana przez Eda Kavishe dla Fashionwirepress. W 2017 r. Odiele ujawniła, że ma cechy interpłciowe i zespół niewrażliwości na androgeny.

## Definicje
Zgodnie z danymi opublikowanymi przez Biuro Wysokiego Komisarza ONZ ds. Praw Człowieka:

Osoby interpłciowe rodzą się z cechami płciowymi (włączając w to genitalia, gonady i struktury chromosomów), które nie mieszczą się w typowych pojęciach binarnych męskiego lub żeńskiego ciała. Interpłciowość jest ogólnym terminem opisującym szeroki zakres naturalnej różnorodności w budowie ciała. W niektórych przypadkach cechy interpłciowe są widoczne przy urodzeniu, podczas gdy w innych nie są widoczne aż do okresu dojrzewania. Niektóre chromosomalne zmiany interpłciowe mogą nie być w ogóle widoczne fizycznie.

Pod względem biologicznym płeć może być określona przez szereg czynników obecnych przy urodzeniu, w tym:
- liczba i rodzaj chromosomów płciowych,
- rodzaj gruczołów płciowych – jajniki lub jądra,
- poziom hormonów płciowych,
- wewnętrzna anatomia rozrodcza (taka jak macica u kobiet),
- zewnętrzne narządy płciowe.

Osoby, których wszystkie cechy charakterystyczne nie są albo typowo męskie, albo typowo żeńskie, w chwili urodzenia są osobami interpłciowymi. Niektóre cechy interpłciowe nie zawsze są widoczne przy urodzeniu; niektóre dzieci mogą urodzić się z nietypowymi genitaliami, podczas gdy inne mogą mieć nietypowe organy wewnętrzne (jądra i jajniki, gonady o utkaniu mieszanym, brak gonad lub gonady, które nie mają charakteru ani jąder ani jajników). Inni nie zdają sobie sprawy, że są osobami interpłciowymi, chyba że zostaną poddani badaniom genetycznym, ponieważ nie przejawia się to w ich fenotypie.

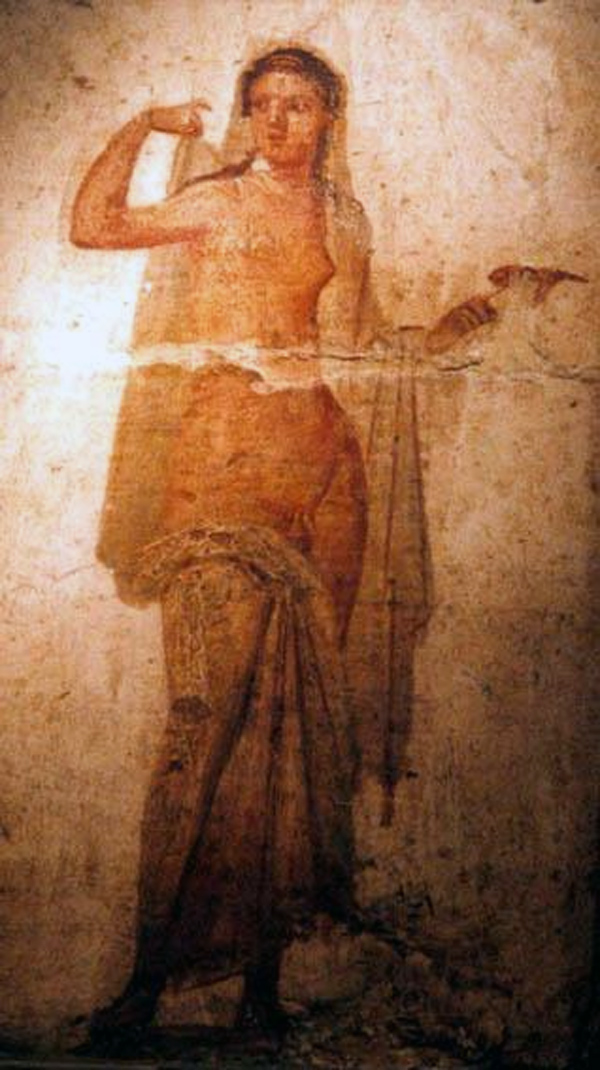
Hermafrodyta w malowidle ściennym z Herkulanum (pierwsza połowa I wieku n.e.)

## Historia
Niezależnie od tego, czy było tolerowane społecznie, czy akceptowane przez konkretną kulturę, istnienie osób interpłciowych było znane wielu społecznościom starożytnym i przednowoczesnym. Grecki historyk Diodor Sycylijski napisał o hermafrodycie w pierwszym stuleciu p.n.e., że „rodzi się z ciałem fizycznym, które jest połączeniem ciała mężczyzny i kobiety” oraz z nadnaturalnymi właściwościami.
W społeczeństwach europejskich prawo rzymskie, prawo kanoniczne, a później prawo zwyczajowe określało płeć osoby jako mężczyznę, kobietę lub hermafrodytę, przyznając im prawa przysługujące mężczyźnie lub kobiecie w zależności od cech, które wydawały się dominujące. W XII-wiecznym Decretum Gratiani stwierdza się, że „to, czy hermafrodyta może zeznawać w sądzie, zależy od tego, która płeć przeważa”. XVII-wieczne Instytuty Prawa Anglii, będące podstawą common law, opisywały, w jaki sposób hermafrodyta mógł dziedziczyć „albo jako mężczyzna, albo kobieta, według tej płci, która dominuje”.
W pewnych społeczeństwach spoza Europy ze względu na systemy podziału płci biologicznej lub kulturowej, w których występują więcej niż dwie kategorie, można było dopuścić inne formy integracji osób zarówno interpłciowych, jak i transseksualnych. Takie społeczeństwa zostały scharakteryzowane jako „prymitywne”, podczas gdy Morgan Holmes stwierdza, że następująca analiza była uproszczona lub romantyzowana, nie biorąc pod uwagę sposobu traktowania osób ze wszystkich kategorii.
W epoce wiktoriańskiej twórcy literatury wprowadzili pojęcia „obojnak prawdziwy” dla osoby posiadającej zarówno tkankę jajnikową, jak i jądrową, „obojnak rzekomy męski” dla osoby z tkanką jądrową, ale albo kobiecą, albo niejednoznaczną anatomią płciową, oraz „obojnak rzekomy żeński” dla osoby z tkanką jajnikową, ale albo męską, albo niejednoznaczną anatomią płciową. Pewne późniejsze zmiany terminologiczne odzwierciedlały postęp w genetyce, podczas gdy inne zmiany zasugerowano z uwagi na pejoratywne skojarzenia.
Termin „interpłciowość” został sformułowany przez Richarda Goldschmidta w 1917 r. Pierwsza propozycja zastąpienia terminu „hermafrodyta” terminem „interpłciowość” została wysunięta przez Cawadiasa w latach czterdziestych XX wieku.
Odkąd pojawiła się nowoczesna medycyna, część osób interpłciowych z nietypowymi zewnętrznymi genitaliami miała swoje genitalia zmodyfikowane chirurgicznie tak, aby przypominały genitalia żeńskie lub męskie. Chirurdzy uważali dzieci interpłciowe za „zagrożenie społeczne”, gdy się rodziły. W „optymalnej polityce dotyczącej płci”, pierwotnie opracowanej przez Johna Moneya, stwierdzono, że wczesna interwencja pomagała uniknąć niepewności związanej z tożsamością płciową, lecz brakuje na to dowodów, a wczesne interwencje mogą mieć negatywne skutki dla zdrowia psychicznego i fizycznego. Odkąd postęp w chirurgii umożliwił zamaskowanie zróżnicowanych cech płciowych, wiele osób nie jest świadomych tego, jak często występują one u ludzi lub że występują w ogóle.
Dyskusja między dawniej antagonistycznymi grupami aktywistów i klinicystów doprowadziła do jedynie niewielkich zmian w polityce medycznej oraz tego, jak w niektórych miejscach traktowani są osoby interpłciowe i ich rodziny. W 2011 r. Christiane Völling była pierwszą osobą interpłciową, o której wiadomo, że z powodzeniem wytoczyła powództwo o odszkodowanie z tytułu interwencji chirurgicznej wykonywanej bez uzyskania zgody uprawnionego pełnomocnika. W kwietniu 2015 r. Malta jako pierwsza zdelegalizowała interwencje medyczne mające na celu zmianę w obrębie anatomicznych cech płci bez uprzedniej zgody, włączając w to przypadki osób interseksualnych. Liczne pozarządowe organizacje i instytucje zajmujące się prawami człowieka domagają się zaprzestania zbędnych interwencji „normalizujących”, między innymi poprzez deklarację maltańską.

## Prawa człowieka i aspekty prawne

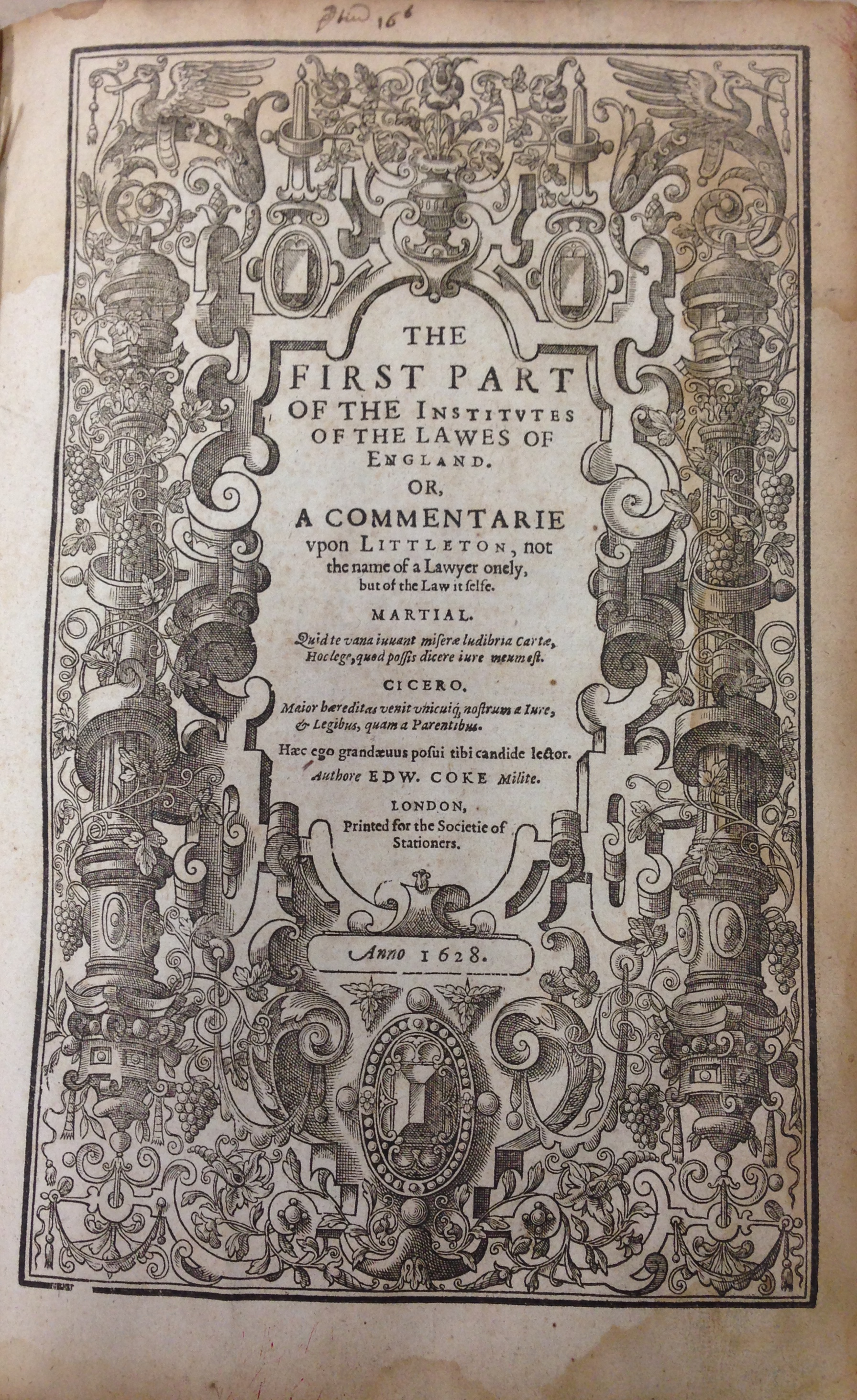
Edward Coke, pierwsza część instytutów prawa Anglii (1 wyd. 1628, strona tytułowa)

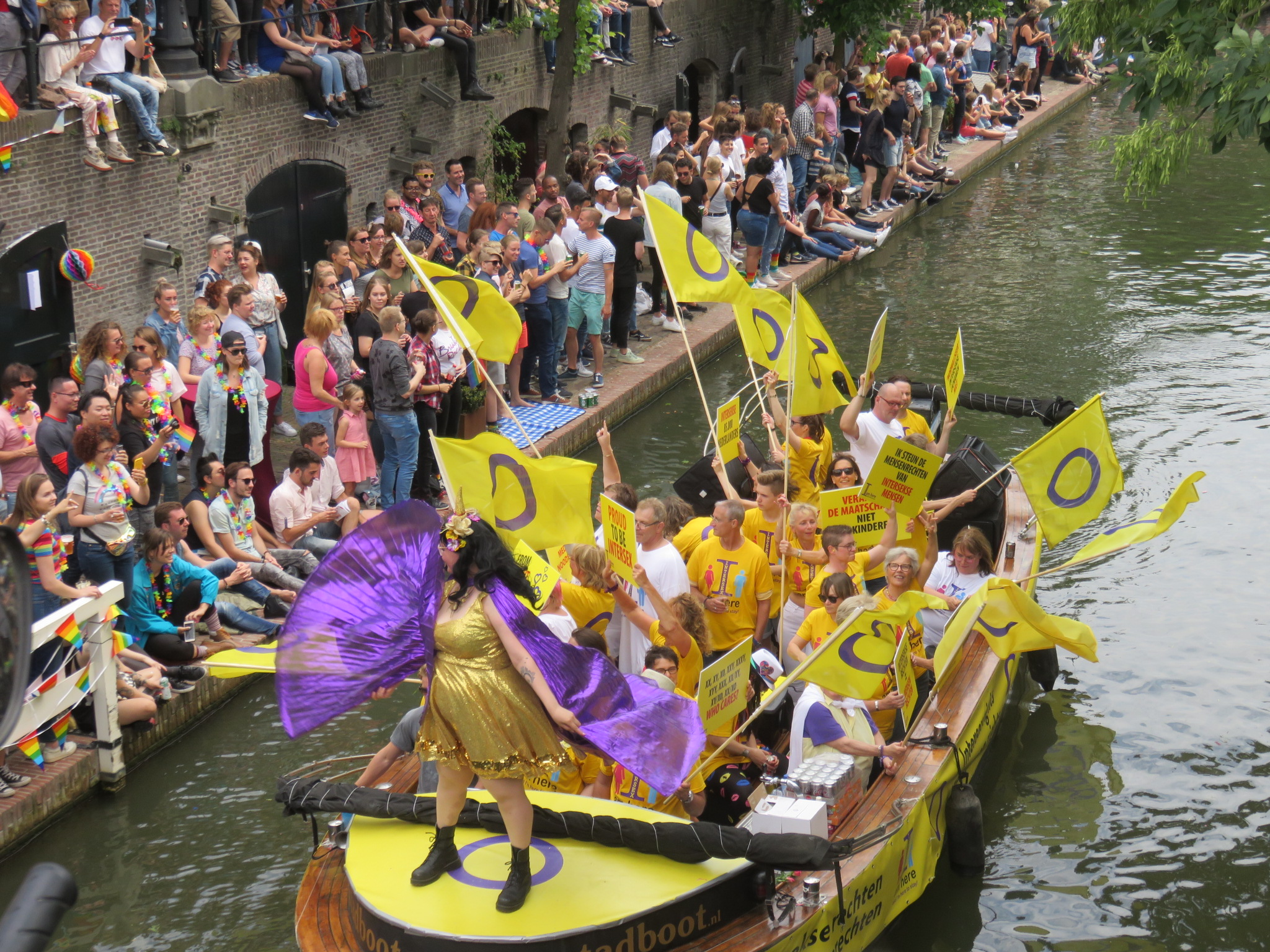
Aktywiści Interpłciowi na łodzi w Utrecht Canal Pride w Holandii 16 czerwca 2018 r.

Instytucje zajmujące się prawami człowieka kładą coraz większy nacisk na zwalczanie szkodliwych praktyk i kwestie dyskryminacji osób interpłciowych. Kwestiami tymi zajęła się szybko rosnąca liczba instytucji międzynarodowych, w tym, w 2015 r., Rada Europy, Biuro Wysokiego Komisarza Narodów Zjednoczonych do spraw Praw Człowieka i Światowa Organizacja Zdrowia. Wydarzeniom tym towarzyszyły Międzynarodowe Fora Osób Interpłciowych oraz zwiększona współpraca między organizacjami społeczeństwa obywatelskiego. Jednakże wdrażanie, kodyfikacja i egzekwowanie praw człowieka przysługujących osobom interpłciowym w krajowych systemach prawnych przebiega powoli.
Przedmiotem troski są m.in. niekonsensualne interwencje medyczne; stygmatyzacja, dyskryminacja i równouprawnienie; możliwość uzyskania rekompensaty i pomocy prawnej; dostępność informacji i wsparcia oraz uznanie prawne.

### Integralność fizyczna i autonomia cielesna
Napiętnowanie i dyskryminacja począwszy od urodzenia mogą obejmować dzieciobójstwo, porzucenie i stygmatyzację rodzin. Jak odnotowano na stronie „Prawa człowieka interpłciowego”, narodziny dziecka interpłciowego były często postrzegane jako klątwa lub oznaka matki wiedźmy, głównie w niektórych regionach Afryki. Zgłaszano przypadki porzucenia i dzieciobójstwa w Ugandzie, Kenii, Azji Południowej i Chinach.
Niemowlęta, dzieci i młodzież doświadczają również „normalizujących” interwencji, które nie są konieczne z medycznego punktu widzenia, oraz patologizowania zróżnicowania cech płci. W krajach, w których badano prawa człowieka przysługujące osobom interpłciowym, interwencje medyczne mające na celu modyfikację cech płciowych osób interpłciowych nadal miały miejsce bez zgody osób interpłciowych. Ingerencje zostały opisane przez obrońców praw człowieka jako pogwałcenie wielu praw, w tym (ale nie wyłącznie) nienaruszalności cielesnej, braku dyskryminacji, ochrony prywatności i eksperymentów. Zabiegi te były często wykonywane za zgodą rodziców osoby interpłciowej, podczas gdy osoba ta była prawnie zbyt młoda, aby mogła wyrazić na to zgodę. Tego typu interwencje były krytykowane przez Światową Organizację Zdrowia, inne organy ONZ, takie jak Biuro Wysokiego Komisarza ds. Praw Człowieka oraz coraz większą liczbę instytucji regionalnych i krajowych ze względu na ich negatywne konsekwencje, włączając w to traumę, negatywny wpływ na funkcjonowanie i doznania seksualne oraz łamanie prawa do integralności fizycznej i psychicznej. Organizacje Narodów Zjednoczonych orzekły, że ingerencje u niemowląt nie powinny być dozwolone, zamiast tego należy czekać, aż dziecko dojrzeje na tyle, aby mogło uczestniczyć w procesie decyzyjnym. Pozwala to na decyzję zapadającą przy pełnej zgodzie. W kwietniu 2015 r. Malta jako pierwsza zakazała interwencji chirurgicznej bez uzyskania zgody pacjenta. W tym samym roku Rada Europy stała się pierwszą instytucją, która stwierdziła, że osoby interpłciowe mają prawo nie poddawać się procedurom związanym z tożsamością płciową.

### Antydyskryminacja i równe traktowanie
Wyraźna ochrona ze względu na cechy płciowe
     Wyraźna ochrona ze względu na status interpłciowości
     Wyraźna ochrona ze względu na interpłciowości w ramach atrybutu płci

Wyraźna ochrona ze względu na cechy płciowe
Wyraźna ochrona ze względu na status interpłciowości
Wyraźna ochrona ze względu na interpłciowości w ramach atrybutu płci

Osoby urodzone z cechami interpłciowymi postrzegane są jako odmienne. Wobec tego interpłciowe niemowlęta, dzieci, młodzież i dorośli podlegają często stygmatyzacji, narażone są na liczne naruszenia praw człowieka, w tym dyskryminację w edukacji, opiece zdrowotnej, zatrudnieniu, sporcie i usługach publicznych. Jak dotąd kilka krajów objęło te osoby wyraźną ochroną przed dyskryminacją. Zaliczają się doń między innymi Afryka Południowa, Australia i, najbardziej kompleksowo, Malta.

### Reparacje i sprawiedliwość
Ułatwianie dostępu do wymiaru sprawiedliwości i prawa do rekompensaty. Dostęp do naprawiania szkód wydaje się ograniczony, gdyż odnotowano niewielką liczbę spraw sądowych, takich jak przypadek Christiane Völling w Niemczech z 2011 r. Kolejna sprawa została rozstrzygnięta w Chile w 2012 r. na korzyść dziecka i jego rodziców. W 2015 r. odnotowano kolejny skuteczny wniosek w Niemczech, podjęty przez Michaela Raab. W Stanach Zjednoczonych, postępowanie sądowe w sprawie „M.C.”, prowadzone przez Interact Advocates for Intersex Youth with the Southern Poverty Law Centre, jest nadal rozpatrywane przez sądy.

### Informacje i wsparcie
Wraz z rozwojem nowoczesnych nauk medycznych w społeczeństwach zachodnich przyjęto model oparty na zachowaniu tajemnicy, w przekonaniu, że jest to konieczne dla zapewnienia „normalnego” rozwoju fizycznego i psychospołecznego.

### Rozpoznawalność prawna
Wedle Forum Krajowych Instytucji Praw Człowieka Azji i Pacyfiku (Asia Pacific Forum of National Human Rights Institutions) rozpoznawalność prawna osób interpłciowych polega przede wszystkim na tym, że takie osoby, którym wydano męski lub żeński akt urodzenia, mogą korzystać z tych samych praw, co inni mężczyźni i kobiety. W niektórych obszarach świata problemem może być uzyskanie jakiejkolwiek formy aktu urodzenia. Wyrok sądu w Kenii w 2014 r. przyznał interpłciowemu chłopcu nazywanemu „Baby A” prawo do aktu urodzenia.
Podobnie jak wszystkie dzieci, niektóre osoby interpłciowe mogą być wychowywane jako przynależące do jednej z płci (męskiej lub żeńskiej), ale w późniejszym okresie życia identyfikują się z inną płcią, jednak większość z nich takiej identyfikacji nie rozwija. Rozpoznawalność trzeciej kategorii płci ma miejsce w kilku państwach, jednak budzi ona kontrowersje, gdy jest domniemana lub narzucona, jak to ma miejsce w przypadku niektórych niemieckich niemowląt. Na podstawie badań socjologicznych w Australii, kraju z trzecią klasyfikacją płci „X”, 19% osób urodzonych z nietypowymi cechami płci wybrało opcję „X” lub „inne”, podczas gdy 52% stanowią kobiety, 23% mężczyźni i 6% osoby niepewne.